# Nomades (Orbital)
Pour les articles homonymes, voir Nomades (homonymie).
Nomades est le troisième album du second cycle de la série de science-fiction Orbital constituée de diptyques, dessiné par Serge Pellé et écrit par Sylvain Runberg, sorti le 21 août 2009 par les éditions Dupuis dans la collection Repérages.